# Сборная Парагвая по пляжному футболу
Сборная Парагвая по пляжному футболу (исп. Selección de fútbol playa de Paraguay) — национальная команда, которая представляет Парагвай на международных соревновательных дисциплинах по пляжному футболу. Управляется Парагвайской футбольной ассоциацией. По состоянию на ноябрь 2023 года Парагвай в мировом рейтинге пляжного футбола занимает 4 место.
Сборная имеет прозвище «Пинанди» (Los Pynandi), что в переводе с языка гуарани означает «босоногие».

## История

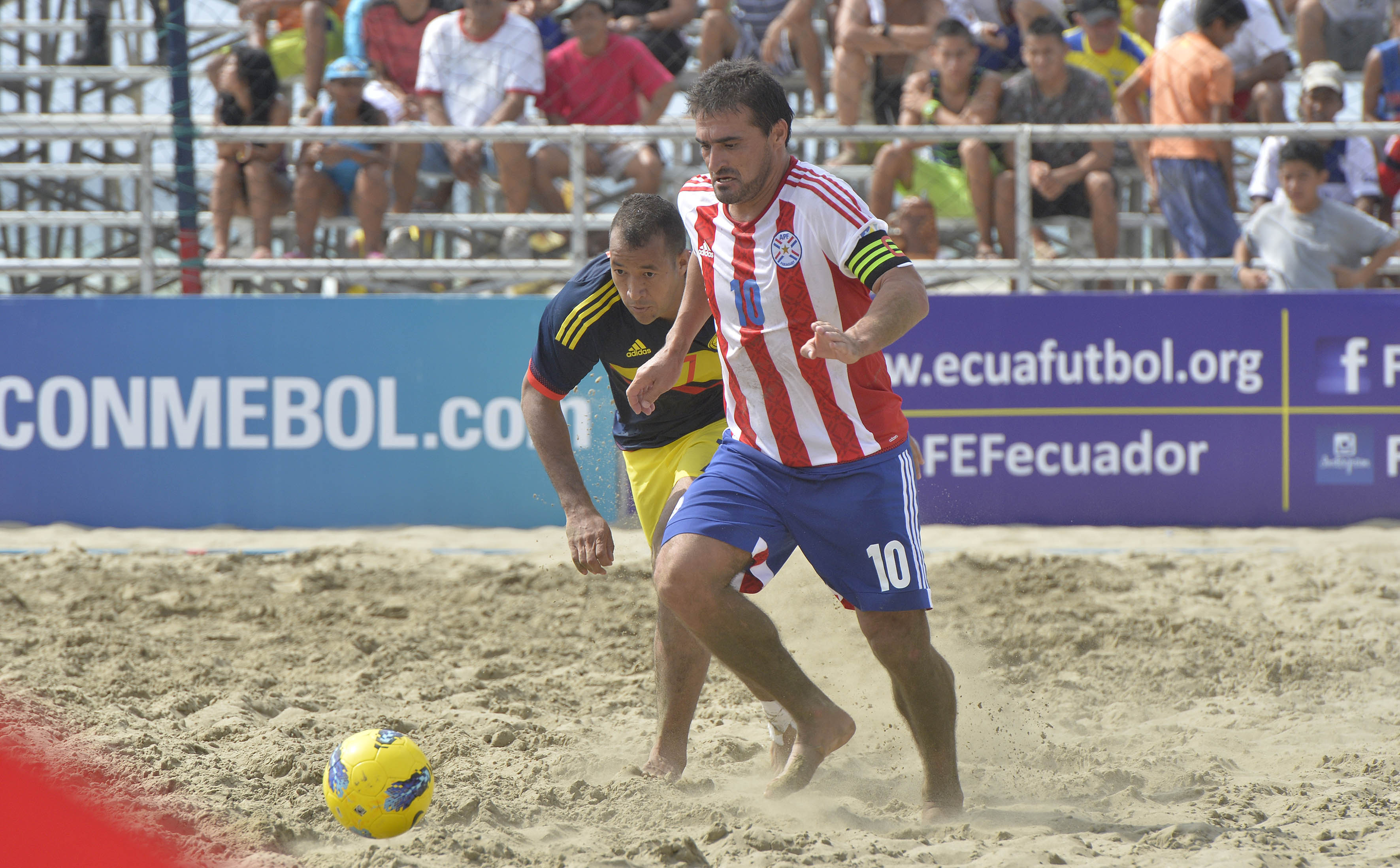
Капитан сборной Роберто Акунья в игре, 2015 год

Впервые на международном уровне сборная Парагвая выступила в 1999 году на Кубке Америке, который состоялся в Бразилии. Дебют парагвайцев на чемпионате мира состоялся в 2013 году. Тогда команда на групповом этапе обыграла Кот-д’Ивуар, но уступила Японии и России, что не позволило выйти в следующий раунд. В общей сложности Парагвай 5 раз играл на мундиале. Лучше всего команде удавалось выступить в 2017 году, когда она дошла до 1/4 финала.
Парагвай участвовал во всех розыгрышах квалификации чемпионата мира, проводимых в Южной Америке. Трижды ему удавалось финишировать вторым (2013, 2015, 2017) и два раза третьим (2019, 2021). В 2022 году команда добилась побед на Южноамериканских играх и Кубке Америке.
В команде образца 2019 года играло 12 игроков, 11 из которых пришли в пляжный футбол из большого футбола, а один из мини-футбола. Главной звездой команды является Педро Моран, ставший в 2015 году лучшим бомбардиром чемпионата мира в Португалии.

## Состав
Состав сборной на Кубке Неома, который прошёл в ноябре 2022 года.
| Поз | Футболист                       | Дата рождения |
| --- | ------------------------------- | ------------- |
| Вр  | Сауль Роландо Гонсалес          | 29.08.1979    |
| Вр  | Жоао Андрес Ролон               | 23.08.1996    |
| Защ | Сиксто Ариэль Кантеро Сентурион | 04.09.1997    |
| Защ | Луис Альберто Охеда             | 18.10.1990    |
| Защ | Джованни Танде                  | 24.07.1999    |
| Защ | Милцадес Медина                 | 16.02.2003    |
| Защ | Хесус Мартинес                  | 24.12.1997    |
| Ун  | Родриго Эскобар                 | 09.09.1998    |
| Ун  | Хесус Амадо Ролон Кабальеро     | 01.01.1990    |
| Нап | Карлос Карбальо                 | 31.01.1993    |
| Нап | Нестор Игнасио Медина Чавес     | 10.04.1998    |
| Нап | Карлос Валентин Бенитес         | 20.01.1999    |

## Достижения
Кубок Америки по пляжному футболу
- Первое место: 2022
- Второе место (2): 2016, 2018

## Статистика

### Чемпионат мира
| Год            | Раунд                  | Результат              | И                      | В                      | П                      | ГЗ                     | ГП                     |
| -------------- | ---------------------- | ---------------------- | ---------------------- | ---------------------- | ---------------------- | ---------------------- | ---------------------- |
| с 1995 по 2005 | Не участвовала         | Не участвовала         | Не участвовала         | Не участвовала         | Не участвовала         | Не участвовала         | Не участвовала         |
| 2006           | Не прошла квалификацию | Не прошла квалификацию | Не прошла квалификацию | Не прошла квалификацию | Не прошла квалификацию | Не прошла квалификацию | Не прошла квалификацию |
| 2007           | Не участвовала         | Не участвовала         | Не участвовала         | Не участвовала         | Не участвовала         | Не участвовала         | Не участвовала         |
| 2008           | Не прошла квалификацию | Не прошла квалификацию | Не прошла квалификацию | Не прошла квалификацию | Не прошла квалификацию | Не прошла квалификацию | Не прошла квалификацию |
| 2009           | Не прошла квалификацию | Не прошла квалификацию | Не прошла квалификацию | Не прошла квалификацию | Не прошла квалификацию | Не прошла квалификацию | Не прошла квалификацию |
| 2011           | Не прошла квалификацию | Не прошла квалификацию | Не прошла квалификацию | Не прошла квалификацию | Не прошла квалификацию | Не прошла квалификацию | Не прошла квалификацию |
| 2013           | Групповой этап         | 9 место                | 3                      | 1                      | 2                      | 14                     | 13                     |
| 2015           | Групповой этап         | 12 место               | 3                      | 1                      | 2                      | 14                     | 16                     |
| 2017           | 1/4 финала             | 7 место                | 4                      | 2                      | 2                      | 16                     | 14                     |
| 2019           | Групповой этап         | 10 место               | 3                      | 1                      | 2                      | 15                     | 13                     |
| 2021           | Групповой этап         | 9 место                | 3                      | 1                      | 2                      | 17                     | 15                     |
| 2024           |                        |                        |                        |                        |                        |                        |                        |
| 2025           |                        |                        |                        |                        |                        |                        |                        |
| Всего          | 5/23                   | 5/23                   | 16                     | 6                      | 10                     | 76                     | 71                     |

### Квалификация на чемпионат мира
| Год   | Раунд           | Результат | И  | В | П  | ГЗ  | ГП  |
| ----- | --------------- | --------- | -- | - | -- | --- | --- |
| 2006  | Групповой этап  | 5 место   | 5  | 1 | 4  | 20  | 24  |
| 2008  | Групповой этап  | 6 место   | 2  | 0 | 2  | 8   | 11  |
| 2009  | Групповой этап  | 6 место   | 3  | 1 | 2  | 8   | 14  |
| 2011  | Групповой этап  | 6 место   | 4  | 2 | 2  | 21  | 32  |
| 2013  | Финал           | 2 место   | 6  | 3 | 3  | 24  | 24  |
| 2015  | Финал           | 2 место   | 6  | 5 | 1  | 36  | 23  |
| 2017  | Финал           | 2 место   | 6  | 5 | 1  | 33  | 18  |
| 2019  | Матч за 3 место | 3 место   | 6  | 5 | 1  | 35  | 21  |
| 2021  | Матч за 3 место | 3 место   | 6  | 4 | 2  | 25  | 19  |
| Всего | 9/9             | 9/9       | 44 | 6 | 18 | 210 | 186 |

### Рейтинг
В таблице приводятся места Парагвая в рейтинге BSWW по пляжному футболу по завершении каждого года
| 2013 | 2014 | 2015 | 2016 | 2017 | 2018 | 2019 | 2020 | 2021 | 2022 | 2023 |
| ---- | ---- | ---- | ---- | ---- | ---- | ---- | ---- | ---- | ---- | ---- |
| 13   | 12   | 15   | 10   | 8    | 7    | 9    | 9    | 10   | 8    |      |